# Pictures of You (The Cure)
Pictures of You è il quarto ed ultimo singolo estratto dall'album Disintegration (1989) del gruppo rock The Cure.

## Descrizione
La versione su singolo, pubblicata nel 1990, consiste in un remix edit della versione su disco, e con una durata totale di 4:48 minuti risulta significativamente più breve rispetto alla versione originale del 1989 che dura 7:24 minuti. Esistono inoltre altri due differenti remix della canzone presentati in due singoli 12" pubblicati in Gran Bretagna, e in altri singoli usciti nel mondo, uno dei quali apparve in seguito nell'album Mixed Up come "Extended Dub Mix". L'altro è una "Extended Remix" leggermente più lunga della versione originale (7:59). Infine, esiste anche una versione pubblicata negli Stati uniti su 12", intitolata anch'essa "Extended Remix" ma con una durata più contenuta: 6:40 invece di 7:59.
Secondo quanto da lui stesso dichiarato nel corso di alcune interviste, l'ispirazione per la composizione del brano venne a Robert Smith a seguito dello scoppio di un incendio a casa sua. Dopo quell'episodio, Smith mentre passeggiava tra i resti della casa, trovò il proprio portafogli che conteneva delle foto di sua moglie, Mary. La copertina del singolo è una di queste fotografie. La stessa foto era stata usata anche per la copertina del singolo Charlotte Sometimes, anche se pesantemente modificata e distorta.
Nel 2003, la Hewlett-Packard utilizzò la canzone per un suo spot pubblicitario sulle fotografie digitali.
Nel 2004, il brano si è classificato alla posizione numero 278 nella lista delle migliori 500 canzoni di sempre redatta dalla rivista Rolling Stone.

## Tracce singolo
7" single (1)
1. Pictures of You (Single edit) — 4:46
2. Last Dance (live) — 4:42[2]

7" single (2)
1. Pictures of You (Single edit) — 4:46
2. Prayers for Rain (live) — 4:48

12" single (1)
1. Pictures of You (Extended version) — 8:07[3]
2. Last Dance (live) — 4:41
3. Fascination Street (live) — 5:23

12" single (2)
1. Pictures of You (Strange mix) — 6:45
2. Prayers for Rain (live) — 4:48
3. Disintegration (live) — 7:54

CD single
1. Pictures of You (Single edit) — 4:46
2. Last Dance (live) — 4:45
3. Fascination Street (live) — 5:19
4. Prayers for Rain (live) — 4:48
5. Disintegration (live) — 7:54

## Formazione
- Simon Gallup – basso
- Robert Smith – basso a 6 corde, tastiere, voce, produzione
- Porl Thompson – chitarra
- Boris Williams – batteria
- Roger O'Donnell – tastiere
- Lol Tolhurst – "altri strumenti"
- Bryan "Chuck" New – remix

## Classifiche
| Classifica (1990)         | Posizione massima |
| ------------------------- | ----------------- |
| Australia                 | 89                |
| Germania                  | 18                |
| Irlanda                   | 9                 |
| Paesi Bassi               | 77                |
| Regno Unito               | 24                |
| Stati Uniti               | 71                |
| Stati Uniti (alternative) | 19                |

## Cover
- I Lit nel 2004 sull'album Lit.
- Angie Hart nel 2008.[9][10]